# Municipio de Grainbelt
El municipio de Grainbelt (en inglés: Grainbelt Township) es un municipio ubicado en el condado de Bowman en el estado estadounidense de Dakota del Norte. En el año 2010 tenía una población de 24 habitantes y una densidad poblacional de 0,3 personas por km².

## Geografía
El municipio de Grainbelt se encuentra ubicado en las coordenadas 46°14′51″N 103°18′30″O / 46.24750, -103.30833. Según la Oficina del Censo de los Estados Unidos, el municipio tiene una superficie total de 79.2 km², de la cual 79,18 km² corresponden a tierra firme y (0,03 %) 0,02 km² es agua.

## Demografía
Según el censo de 2010, había 24 personas residiendo en el municipio de Grainbelt. La densidad de población era de 0,3 hab./km². De los 24 habitantes, el municipio de Grainbelt estaba compuesto por el 100 % blancos. Del total de la población el 0 % eran hispanos o latinos de cualquier raza.